# 增益
增益在電子學上，通常為一個系統的訊號輸出與訊號輸入的比率。如5倍的增益，即是指系統令電壓或功率增加為原本的5倍。增益主要應用於放大電路中。

## 對數單位與分貝
電子學上常使用對數單位量度增益，並以貝（bel）作為單位：
{\displaystyle Gain=log_{10}\left({\frac {P_{2}}{P_{1}}}\right)bel}
其中P1與P2分別為輸入及輸出的功率。
由於增益的數值通常都很大，因此一般都使用分貝（dB，貝的10分之1）來表示：
{\displaystyle Gain=10\times log_{10}\left({\frac {P_{2}}{P_{1}}}\right)dB}
一个类似的单位使用自然对数，称为奈培。
當增益以電壓而非功率計算時，使用焦耳定律 （Joule's law，{\displaystyle P={\frac {V^{2}}{R}}}），其公式為：
增益{\displaystyle =10\times log_{10}\left[{\frac {\frac {V_{2}^{2}}{R}}{\frac {V_{1}^{2}}{R}}}\right]dB=10\times log_{10}\left({\frac {V_{2}}{V_{1}}}\right)^{2}dB=20\times log_{10}\left({\frac {V_{2}}{V_{1}}}\right)dB}
此公式只有在負載阻抗相等（阻抗匹配）時才為正確。在不少現代電子設備中，由於輸出阻抗較低，而輸入阻抗則較高，令負載可被忽略而不明顯地影響計算結果。
與電壓增益類似，若使用電流計算增益，因為{\displaystyle P={I^{2}}{R}}，其公式為：
增益{\displaystyle =10\times log_{10}\left[{\frac {{I_{2}^{2}}{R}}{{I_{1}^{2}}{R}}}\right]dB=10\times log_{10}\left({\frac {I_{2}}{I_{1}}}\right)^{2}dB=20\times log_{10}\left({\frac {I_{2}}{I_{1}}}\right)dB}

### 舉例
如一個放大器輸出1伏特至1歐姆的負載，提供的輸出功率為1瓦特。如放大器被調節至輸出10伏特至同一負載，它提供的輸出功率則為100瓦特（P=V2/R）。因此：
電壓增益 = 10/1 = 10倍

{\displaystyle P={\frac {V^{2}}{R}}}功率增益
{\displaystyle ={\frac {\frac {10^{2}}{R}}{\frac {1^{2}}{R}}}}
{\displaystyle =100}倍

根據定義，其增益為 {\displaystyle 10\times log_{10}100=20dB}
如果增益为1或0 dB，即输出电压等于输入电压，这个增益也称为单位增益。